# Vévoda z Lancasteru

Znak vévody

Vévoda z Lancasteru je starobylý titul, jehož současným nositelem je král Karel III. Vévodství Lancaster je samostatný subjekt v Crown Estate.
Poprvé byl tento titul vytvořen 6. března 1351 pro Jindřicha z Grosmontu, který byl také hrabětem z Leicesteru, z Derby, z Lincolnu a pánem z Bowlandu. Po jeho smrti titul zanikl.
Podruhé byl vytvořen 13. listopadu 1362 pro Jana z Gentu. Poté připadl titul koruně.
Potřetí byl vytvořen 10. listopadu 1399 pro prince Jindřicha z Monmouthu a poté se vrátil ke koruně.

## Vévoda z Lancasteru, první založení (1351)
- Jindřich z Grosmontu, 1. vévoda z Lancasteru (1306–1361), úmrtí bez mužských potomků

## Vévoda z Lancasteru, druhé založení (1362)
- Jan z Gentu (1340–1399), zeť Grosmonta
- Jindřich z Bolingbroku (1367–1413)

## Vévoda z Lancasteru, třetí založení (1399)
- Jindřich z Monmouthu (1386–1422)